# 竹田扇壽
竹田 扇壽(たけだ せんじゅ、1984年 - )は、日本の糸あやつり人形師。長野県上伊那郡宮田村出身。
　十本以上の糸を指先で巧みに操り、人形に命を吹き込む。宮田村とブルガリアを拠点に、国内外で活躍する糸操（あやつ）り人形アーティスト竹田扇壽さん。他界した竹田人形座主宰で国際人形劇連盟日本センター（ＵＮＩＭＡ）名誉会長だった竹田扇之助さんの最後の弟子となった。ブルガリアへの留学で人形演劇の表現を磨き、現地のアーティストとも精力的に活動。師の教えを胸に、新たな時代に合った芸を模索している。　

## 経歴
中学時代に写真家の父親が撮影した糸操り人形の写真を見て美しさに魅かれたのが潜在的な動機となり、成人後糸操り人形の講座に通い、2009年に竹田人形座主宰者の竹田扇之助に弟子入りする。2010年11月に竹田扇壽の芸名を名乗ることが許され、2012年7月に初の単独公演を行った。